# Kadıkendi, Şanlıurfa
Kadıkendi là một xã thuộc thành phố Şanlıurfa, tỉnh Şanlıurfa, Thổ Nhĩ Kỳ. Dân số thời điểm năm 2011 là 13.973 người.